# Amiota biacuta
Amiota biacuta este o specie de muște din genul Amiota, familia Drosophilidae, descrisă de Zhang și Chen în anul 2006. Conform Catalogue of Life specia Amiota biacuta nu are subspecii cunoscute.